# Rocas Olav
Las Rocas Olav (en inglés: Olav Rocks) (54°3′S 37°7′O / -54.050, -37.117) 
es un pequeño grupo de rocas que está situado a unos 1,1 kilómetros al este-sureste del cabo Crewe frente a la costa norte de Georgia del Sur. Trazado por el personal de Investigaciones Discovery durante el período de 1927 a 1930, y llamada así porque las rocas sirven de guía a las embarcaciones que entran al puerto del Principe Olav. También han sido nombradas "Rocas Príncipe Olav".